# Ilhéu Laja Branca
Die unbewohnte Insel Ilhéu Laja Branca (Kapverdisches Kreol: Idjéu Laja Branka) liegt etwa 500 m nördlich vom kapverdischen Maio entfernt. Das ehemals mit ihrer größeren Nachbarinsel verbundene vegetationslose Eiland ist etwa 400 m lang und 300 m breit. 